# وارث‌آباد
وارث‌آباد روستایی در دهستان خانندبیل غربی در بخش مرکزی شهرستان خلخال در استان اردبیل است. این روستا ۴۹ نفر جمعیت دارد.